# Beör-palota
A sepsiszentgyörgyi Beör-palota (románul: Palatul Beör) Sepsiszentgyörgy központjában (a Kossuth Lajos utca és a Martinovics Ignác utca sarkán) elhelyezkedő kétszintes épület. Nevét az erdélyi nemes Beör családról kapta, melynek a XIX. század végétől volt a rezidenciája 's mely a román államosítások bírta. Jelenleg pártszékház, képviselői-, szenátori-, státusiroda és otthont ad egy múzeumnak.

## Története
A Beör-palota 1890 körül neoklasszikus stílusban a Beör család rezidenciájának épült. A Beörök a palotát a román államosításig birtokolták.
Az államosítást követő hosszú ideig orvosi rendelőként üzemelt, majd civil szervezetek irodáinak adott otthont.
2004 és 2008 között a sepsiszentgyörgyi televízió székháza volt, ám annak megszűnése után funkció nélkül maradt.
2009 óta itt van az RMDSZ megyei pártszékháza.
Az épület strukturális renoválását Sepsiszentgyörgy város költségére 2010-re végezték el.
Az épület alagsorában 2014. április 23-án nyitották meg a Kommunista Diktatúra Áldozatainak Emlékházát.

## Leírása
A stílusa neoklasszikus, elszórtan szecessziós. A színe eredetileg narancssárga volt, a tatarozással viszont megkapta ma ismert barackvirág színét. Az emeletes épületnek nincs utcai bejárata, a belső udvarról lehet csak bemenni. Erkéllyel is rendelkezik, de csak udvar felé.

## Forrás
Háromszék, 2014. november (26. évfolyam, 7354. szám) (Megújuló középületek - I. rész)